# LLK – Schwarzeck
Die Dampflokomotive Schwarzeck wurde 1928 mit der Fabriknummer 4321 von J.A. Maffei für die private Localbahn Lam–Kötzting (L.L.K.) entwickelt und gebaut. Sie war bis 1965 in Betrieb und wurden danach an die Schrotthandlung Andorfer in Straubing verkauft, wo sie als Denkmal aufgestellt wurde. Von dort wurde sie 1984 dem Bayerischen Localbahnverein übergeben, sie steht heute im Localbahnmuseum Bayerisch Eisenstein.

## Geschichte
Um den steigenden Zuggewichten gerecht zu werden, beschaffte die Localbahn Lam–Kötzting 1928 eine vierachsige Lokomotive als letzte neue Dampflokomotive der Gesellschaft für den schweren Güterverkehr, die den Namen Schwarzeck erhielt. Die Lokomotive wurde am 30. November 1927 bestellt und im Mai 1928 ausgeliefert. Die Lokomotive wurde nach dem gleichnamigen Gipfel Schwarzeck im Arbergebiet benannt.
Sie wurde im Juli 1965 an die Schrotthandlung Andorfer in Straubing verkauft, wo sie im Januar 1967 auf dem Werkshof als Denkmal aufgestellt wurde. 1984 wurde die Lokomotive dem Bayerischen Localbahnverein überlassen, sie steht heute im Localbahnmuseum Bayerisch Eisenstein.

## Technik
Die Lokomotive wurde zur gleichen Zeit wie die Lokomotiven der Regentalbahn Bayerwald und Deggendorf bestellt, ist jedoch etwas kleiner als diese. Der Kessel mit Überhitzer besteht aus zwei Schüssen und einer langen Rauchkammer. Auf dem ersten Schuss sitzt der Dampfdom, auf dem zweiten der Sanddom, von dem aus über zwei Sandfallrohre die Treibachse jeweils von vorn oder hinten besandet werden konnte.
Die Lokomotive ist mit Heusinger-Steuerung mit Kolbenschiebern ausgerüstet. Sie besitzt eine Westinghouse-Bremse und eine Handbremse.